# NGC 1326A
NGC 1326A is een balkspiraalstelsel in het sterrenbeeld Oven. Het hemelobject ligt in de buurt van NGC 1326 en NGC 1326B.

## Synoniemen
- PGC 12783
- ESO 357-28
- MCG -6-8-13
- AM 0323-363
- FCC 37